# Лемёнка (приток Шелони)
Лемёнка — река в Солецком районе Новгородской области. Принадлежит бассейну Балтийского моря. Берёт начало болотистой местности в 2 км к северо-западу от деревни Бочани. Справа впадает в Шелонь в районе деревни Илемно. Длина реки составляет 23 км, площадь водосборного бассейна — 151 км².
Наиболее заметные притоки — Радуга (правый) и Опочинка (левый).
На берегу Лемёнки находится 9 населённых пунктов: Глубокое, Болтово, Гремок, Каменка, Лемёнка, Дорогостицы, Горки, Городище, Илемно.